# كأس الشرف للأداء المتميز في الحرب الجوية

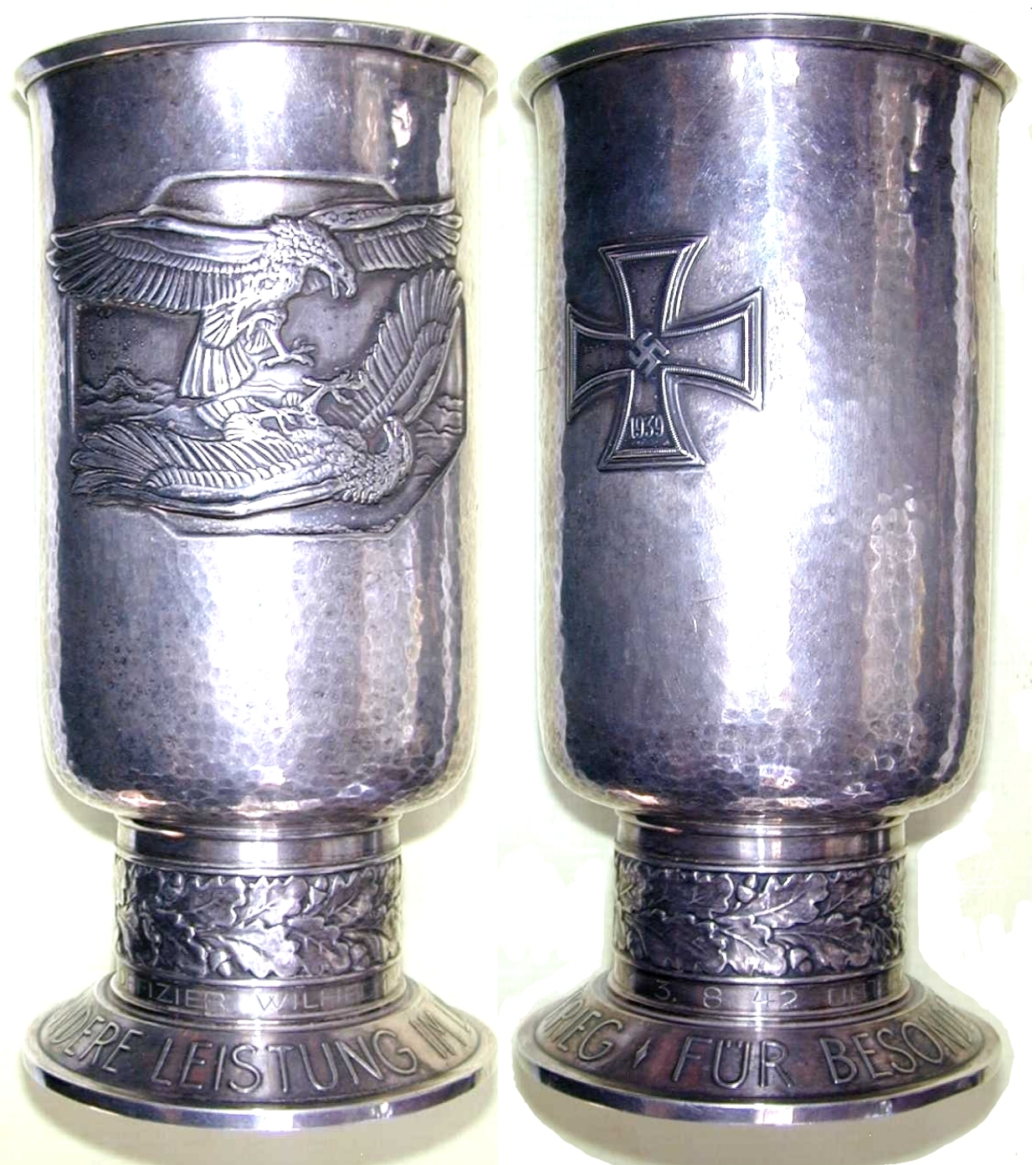

كأس الشرف للأداء المتميز في الحرب الجوية (بالألمانية: Ehrenpokal für besondere Leistung im Luftkrieg) جائزة لوفتفافه التي تم إنشاؤها في 27 فبراير 1940 من قبل مارشال الرايخ هيرمان غورينغ، وزير الرايخ للطيران والقائد العام لسلاح الو النازي لوفتفافه. كانت تعرف رسميًا باسم Ehrenpokal "für Besondere Leistung im Luftkrieg"، أو Honor Goblet «من أجل تحقيق خاص في الحرب الجوية». وقد مُنحت الجائزة فقط لأفراد الطيران (الطيارين وطاقم الطائرة).  تم نشر أسماء المستلمين في دورية Ehrenliste der Deutschen Luftwaffe (قائمة الشرف للقوات الجوية الألمانية). تشير المحفوظات الألمانية إلى أنه تم منح حوالي 58000 «على الورق»، ولكن تم بالفعل منح 13-15000 كؤوس وفقًا للسجلات.  كان يوهان شالك أول طيار يتلقى الكأس في 21 أغسطس 1940.
تم منح الجائزة لطاقم الطائرة الذين حصلوا بالفعل على صليب حديدي من الدرجة الأولى ولكن لم يُنظر إلى أدائهم على أنه يستحق الصليب الألماني أو وسام الفارس الصليبي الحديدي. تم استبداله بلوفتفافه مشبك لفائف الجيش في يناير 1944. 
تم إنتاج القدح الفعلي من مادتين، الفضة الدقيقة (الألمانية: Feinsilber) أو أيضًا بالفضة الألمانية (الألمانية: Alpaka) أو الفضة النيكل. حجمها حوالي 200 مم وقطرها 100 مم. تم إنتاج القدح في قطعتين تم تركيبهما معًا في وحدة واحدة. يصور الوجه نسران في قتال. بينما يحمل صليبًا حديديًا. تزين أوراق البلوط. 